# Spirophorida
Spirophorida è un ordine di spugne della classe Demospongiae.

## Tassonomia
Comprende le seguenti famiglie:
- Samidae Sollas, 1888
- Spirasigmidae Hallmann, 1912
- Tetillidae Sollas, 1886